# Konflikten mellan USA och Kambodja om skulden som uppstod under Vietnamkriget
Konflikten mellan USA och Kambodja om skulden som uppstod under Vietnamkriget avser de skulder som Kambodjas illegitima regim Lon Nol upptog gentemot USA från 1972 till 1975. Skulderna upptogs för att Kambodja skulle kunna hjälpa USA i striderna mot det kommunistiska Nordvietnam i det då pågående Vietnamkriget. Under president Donald Trumps administration har USA förnyat kravet på Kambodja att de skall betala tillbaks skulden, något som dock Kambodjas regering konstant och med emfas vägrat att göra. 

## Historisk bakgrund
Under åren 1965–1973 låg USA i krig inte bara mot Nordvietnam utan också i hög grad mot det fattiga Kambodja. Uppskattningar tyder på att hela 2,7 miljoner ton amerikanska bomber släpptes över Kambodja under dessa år, vilket som jämförelse är betydligt mer än den mängd bomber som USA släppte över Japan under andra världskriget. Detta med avsikten att hindra den nordvietnamesiska arméns och FNL-gerillans operationer i landet. Dessa stora bombräder i Kambodja ledde till att en stor del av landets byggnader och infrastruktur förstördes, liksom även hundratusentals kambodjaners död. Dessutom skapades en stor flyktingvåg från städerna till landsbygden, där många anslöt sig till den kommunistiska och anti-amerikanska gerillan Röda khmererna. Röda Khmererna å sin sida tog makten i Kambodja 1975 och deras regim blev en av de blodigaste världen skådat.